# 萨逊的大卫

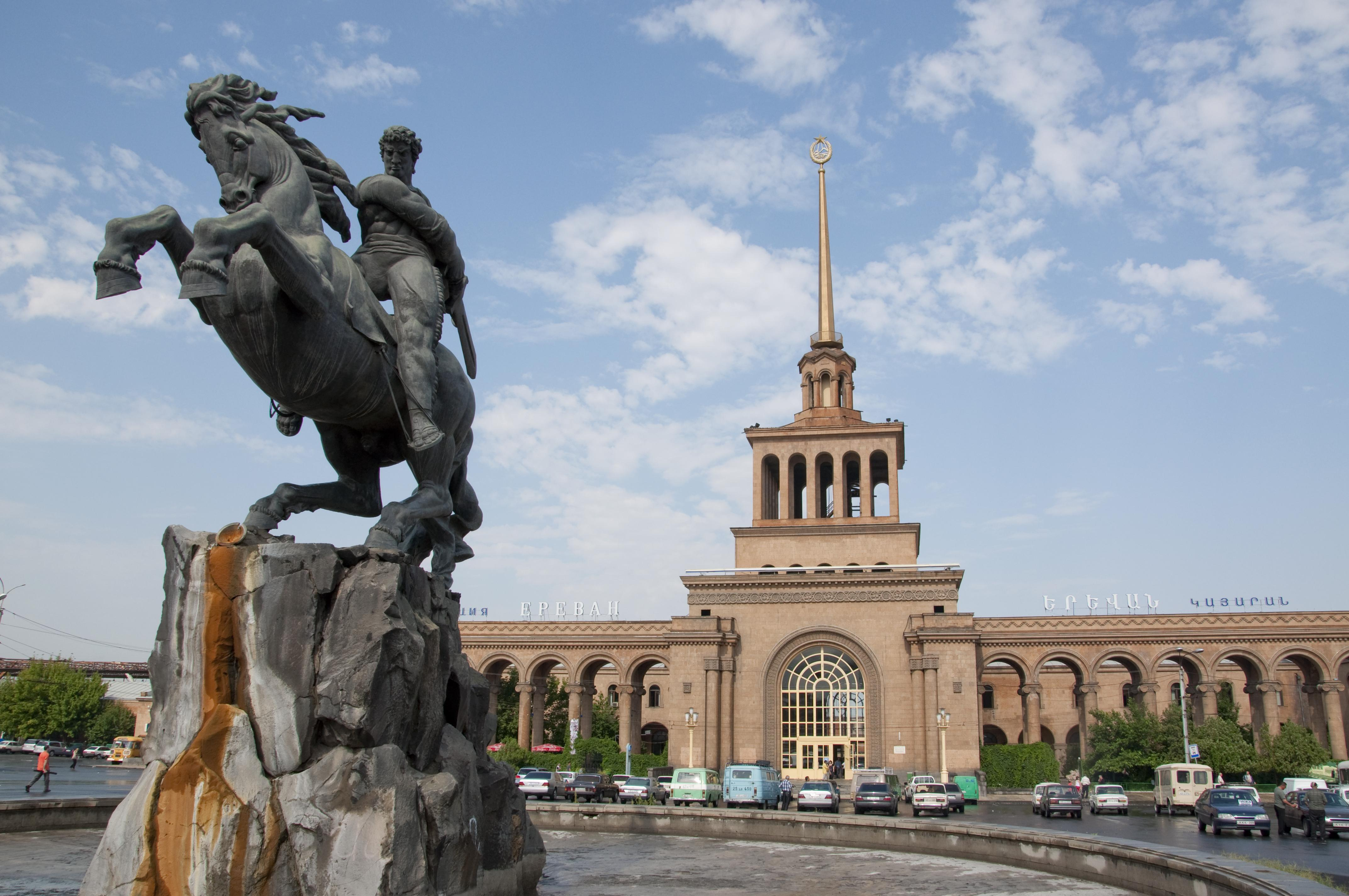
埃里温的《萨逊的大卫》雕塑，亚美尼亚最知名的地标之一，1959年由叶尔万德·科恰尔创作

萨逊的大卫（亞美尼亞語： Sasuntsi Davit），是亚美尼亚民族史诗《萨逊勇士》中的主要英雄，他将阿拉伯入侵者赶出了亚美尼亚。
《萨逊勇士》也被称为“萨逊的大卫”，这部亚美尼亚民族史诗详细叙述了萨逊的大卫的事迹。作为口述历史，它可以追溯到8世纪，1873年首次由加列金·斯尔万德兹佳恩在君士坦丁堡以亚美尼亚文整理结集出版。“萨逊的大卫”只是史诗四章中的一章，但由于这一角色的知名度，整部史诗也就被人们叫做“萨逊的大卫”了。史诗的原名为“Sasna Tsrer”（萨逊的勇士）。
现代亚美尼亚作家霍夫汉内斯·图马尼扬后来用更现代化语言翻译了萨逊的大卫的故事。